# Tóc hát
"Tóc hát" là một bài hát được sáng tác bởi nhạc sĩ người Việt Nam Võ Thiện Thanh cho chiến dịch quảng cáo của nhãn hiệu dầu gội Dove. Được phát hành vào năm 2004, ca khúc ra mắt với ba phiên bản chính thức đến từ ba nữ ca sĩ Đoan Trang, Hiền Thục và Hồ Ngọc Hà, nhưng được phối khí khác nhau. Dove đã phát hành ba ca khúc dưới dạng đĩa đơn quảng bá, vốn sau này trở thành đĩa đơn quảng cáo đầu tiên tại Việt Nam.
Các nhà báo đánh giá cao ca khúc, ba phiên bản khác nhau trình bày bởi ba nữ ca sĩ cũng giành được nhiều khen ngợi. Riêng phiên bản của Đoan Trang đã trở thành một trong những bài hát thành công nhất trong sự nghiệp của cô, giúp cô giành nhiều tuần liền nằm trong tốp 5 bảng xếp hạng Làn Sóng Xanh cũng như giành được giải thường cùng tên cho hạng mục Nghệ sĩ yêu thích nhất.

## Sáng tác và phát hành
"Tóc hát" là một ca khúc được sáng tác bởi nhạc sĩ Võ Thiện Thanh, theo đơn đặt hàng của hãng dầu gội Dove. Ca khúc được viết theo thể loại alternative rock và Hồ Ngọc Hà là nữ nghệ sĩ đầu tiên được Dove lựa chọn để ghi âm ca khúc. Tuy nhiên, Võ Thiện Thanh đã biên soạn đến ba phiên bản khác nhau cho "Tóc hát" gồm: alternative rock, pop và R&B, theo thứ tự được thu âm bởi Đoan Trang, Hiền Thục và Hồ Ngọc Hà. Nhưng đến khi phát sóng trên truyền hình, ca khúc chỉ mang giai điệu mà không có lời ca.
Dove sau đó đã tặng đĩa đơn CD của ca khúc cho các khách hàng của mình, giúp bài hát nhanh chóng nổi tiếng cũng như giúp "Tóc hát" trở thành đĩa đơn quảng cáo đầu tiên tại Việt Nam và từng là đĩa đơn V-pop có nhiều nghệ sĩ thể hiện nhất.
Sau thành công của ca khúc, Đoan Trang đã đưa bài hát vào album phòng thu Socola năm 2005 cũng như hợp tác với nhạc sĩ Võ Thiện Thanh xuyên suốt 8 ca khúc của album. Video âm nhạc cho phiên bản của Đoan Trang cũng đã được phát hành, kèm theo hình ảnh nữ ca sĩ mặc một chiếc áo trắng, một chiếc quần bò và một đôi ủng trình bày ca khúc tại những vị trí khác nhau của một tòa nhà lớn.

## Tiếp nhận

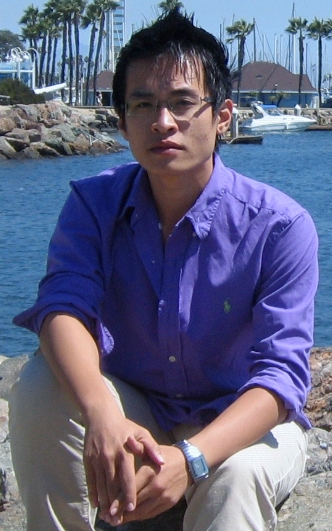
Hà Anh Tuấn cho rằng "Tóc hát" mang "đời sống độc lập mãnh liệt" và khen ngợi âm nhạc của Võ Thiện Thanh nói chung "tràn ngập sự văn minh."

Phóng viên ký danh TR.N từ Tuổi trẻ Online cho rằng ba phiên bản phối khí khác nhau của "Tóc hát" đã tạo nên "một phong cách riêng thú vị." Nam ca sĩ Hà Anh Tuấn gọi ca khúc là một bài hát quảng cáo có "đời sống độc lập mãnh liệt" và khen ngợi sự "quyến rũ" trong ba phiên bản khác nhau của các nữ nghệ sĩ. Nhà báo–nhạc sĩ Hà Quang Minh, một người bạn thân của Võ Thiện Thanh, vốn trước đây không mấy ấn tượng với những tác phẩm của anh, cho rằng ca khúc đã "'tát' cho [anh] một cú phải 'hóc'" đề "mở luôn cái bộ lọc hẹp hòi của [anh] ra, để đón nhận âm nhạc ngoài cái cơ thể âm nhạc của chính mình." Anh chia sẻ thêm:
| “ | "Từ ấy, không chỉ nhạc của anh Thanh mà của bất kỳ ai tôi đều mở lòng để nghe, để đón nhận cái đẹp của người sáng tạo bất kể thể loại. Phải thừa nhận, Võ Thiện Thanh đã vô cùng trác tuyệt. Một sản phẩm thương mại đơn thuần, viết để kiếm sống nhờ quảng cáo thôi, mà anh đã thể hiện nó đẹp như một tác phẩm. Sau này, 'Tóc hát' vẫn vang lên và người ta lãng quên ngay, thậm chí là không thể ngờ rằng, nó từng là một thứ được đặt hàng. Mà nhạc sĩ ở Việt Nam xưa nay, thú thực, viết nhạc theo đơn đặt hàng của quảng cáo vẫn còn dễ dãi lắm..." | ” |

Sau sự phát hành của "Tóc hát", Hà Quang Minh cho rằng quan hệ của anh và Võ Thiện Thanh đã gắn bó hơn cũng như thay đổi hoàn toàn hình tượng của vị nhạc sĩ trong mắt anh với "chút thần tượng, tôn sùng." Riêng phiên bản của Đoan Trang đã nhiều tuần liền năm trong tốp 5 của bảng xếp hạng Làn Sóng Xanh, giúp cô trở thành một trong 10 nghệ sĩ được yêu thích nhất năm 2005 tại lễ trao giải lễ trao giải lần thứ 7 của chương trình.

## Trình diễn trực tiếp
Đoan Trang đã trình diễn ca khúc tại lễ trao giải Làn Sóng Xanh lần 7 vào tháng 12 năm 2005. Màn trình diễn này sau đó đã được ghi hình và được phát hành trong bộ DVD của lễ trao giải thông qua hãng Phương Nam Film. Trong tập phát sóng đầu tiên của Thần tượng đột kích sản xuất bởi MTV Việt Nam, cô đã tiếp tục trình diễn bài hát tại buổi diễn bất ngờ của mình với nam ca sĩ Noo Phước Thịnh ở trường Đại học Hà Nội cuối năm 2012. Bài hát tiếp tục được đưa vào danh sách trình diễn của Đoan Trang ở Đêm Gala Sinh viên Bài hát Việt phát sóng ngày 24 tháng 10 năm 2014 trên kênh VTV6.

## Các phiên bản khác

Đoan Trang đã thu âm phiên bản phối nhạc điện tử của "Tóc hát" cho album Socola và phiên bản tiếng Anh cho The Unmake-up.

Ngoài bản gốc xuất hiện trong album phòng thu thứ hai của mình, Socola (2005), nhạc sĩ Võ Thiện Thanh còn thực hiện một bản phối nhạc điện tử cho "Tóc hát" trong album, Đoan Trang có sử dụng giọng Auto tune. Cuối năm 2010, Đoan Trang đã ra mắt album The Unmake-up, dự án kỷ niệm 10 năm sự nghiệp bao gồm những bài hát thành công nhất của cô được nhạc sĩ Quốc Bảo và Mai Thanh viết lời tiếng Anh với nghĩa mới. Trong đó, "Tóc hát" đã được chuyển lời mới với tựa "Flowing Hair" (tạm dịch: "Mái tóc bồng bềnh").
"Tóc hát" sau đó đã được trình diễn lại trên nhiều chương trình tài năng lớn tại Việt Nam. Phiên bản đầu tiên đến từ Phương Linh trong đêm nhạc rock tại chương trình Sao Mai điểm hẹn năm 2006. Ca khúc sau đó đã được trình diễn hai lần trong chương trình Vietnam Idol: Thần tượng Âm nhạc Việt Nam: phiên bản đầu tiên đến từ Nguyễn Duyên Anh trong vòng Studio thứ tư của mùa thi thứ 2; phiên bản thứ hai trình bày bởi Thảo My, Hương Giang và Hoàng Quyên, được phối cùng "Tóc ngắn" của ca sĩ Mỹ Linh trình bày bởi Bảo Trâm, Thanh Tùng và Ya Suy trong đêm công bố kết quả của tốp 6 mùa thứ tư.
Thí sinh Rainy Dương đến từ chương trình Học viện Ngôi sao đã trình diễn ca khúc trong đêm trình diễn trực tiếp đầu tiên của chương trình. Ca khúc sau đó được tiếp tục trình diễn trong vòng thi Đối đầu của Giọng hát Việt nhí mùa hai ngày 16 tháng 8 năm 2014 do đội của ca sĩ Cẩm Ly gồm Nguyễn Ngọc Anh, Phương Khanh, Diễm Quỳnh.
Ca khúc sau đó đã được trình bày và đặt tựa cho vở nhạc kịch cùng tên quảng bá cho nhãn hàng Sunsilk tại Vincom Mega Mall Royal City ở Hà Nội năm 2014, với sự góp mặt của một trong ba nữ nghệ sĩ trình bày ca khúc, Hồ Ngọc Hà.

## Danh sách ca khúc
CD quảng bá
1. "Tóc hát" (trình bày bởi Đoan Trang) – 4:30
2. "Tóc hát" (trình bày bởi Hiền Thục) – 2:37
3. "Tóc hát" (trình bày bởi Hồ Ngọc Hà) – 4:53